# Hertha Frey-Dexler
Hertha Frey-Dexler (Wenen, 16 januari 1917 – Zürich, 10 januari 1999) was een Zwitserse kunstschaatsster. Zij nam deel aan de Olympische Winterspelen van 1936.

## Belangrijkste resultaten

### Olympische Winterspelen
| Jaar | Plaats                 | Discipline  | Onderdeel | Resultaat |
| ---- | ---------------------- | ----------- | --------- | --------- |
| 1936 | Garmisch-Partenkirchen | kunstrijden | vrouwen   | 19e       |